# 台灣街賣工作者
台灣街賣工作者，是指台灣在一般馬路上販售各式產品的人。

## 緣起/名詞定義
「街賣」兩字，泛指因為生理、心理、家庭因素無法進入主流就業市場，在街頭賣玉蘭花、鮮花、口香糖等商品的工作。。而在中華民國，根據主計處的職業名稱定義，街賣屬於小類521、細類9401及9402。521為「街頭及市場銷售人員」，指的是在市場、街頭或其他開放空間設置固定攤位販售商品，或在街頭及公共場所販售供立即食(飲)用之冷、熱食物與飲料之人員。9401為「街頭服務工」，指的是從事街頭及其他公共場所各種勞力服務之人員；9402為「街頭非餐飲小販」，指的是從事以小型車輛、機車、腳踏車、手推車載運或肩挑各種非餐飲商品，在街頭、車站、戲院及其他公共場所選定位置或沿街叫賣之人員。 
根據研究，街賣者投入此類工作的主要原因，是無法投入主要勞動市場。勞動市場分為主要勞動市場及次級勞動市場，前者工作穩定、薪資高、工作條件好，而後者則與其相反。主要勞動市場的雇主可能會因為低收入者過去在次級勞動市場的工作經驗而不願雇用，阻隔其進入主要勞動市場的機會。此外，街賣者本身可能因生理或個性上的問題，無法適應一般公司的工作型態；街賣不但擁有高度自由和彈性，且比起一般工作環境更可能遇到具同理心的民眾，使街賣收入可能超過法定的最低薪資，而這也是最普遍的原因。

## 就業人口狀況
台灣的街賣者就業人數
| 分類名稱                                                  | 人口總計 | 25歲以下 | 25-34(歲) | 35~44(歲) | 45~64(歲) | 65歲以上 |
| 街頭服務工及非餐飲小販(全部)                              | 14,733   | 707      | 2,742     | 3,813     | 7,002     | 469      |
| 街頭服務工及非餐飲小販(男)                                | 7,904    | 390      | 1,254     | 2,080     | 3,843     | 337      |
| 街頭服務工及非餐飲小販(女)                                | 6,829    | 317      | 1,488     | 1,733     | 3,159     | 132      |
| 資料來源：中華民國行政院主計網ebas （页面存档备份，存于） |          |          |           |           |           |          |

台灣的街賣者教育狀況
| 分類名稱                                                  | 國小以下 | 國中  | 高中  | 大專以上 |
| 街頭服務工及非餐飲小販(全部)                              | 2,213    | 4,170 | 6,267 | 2,083    |
| 街頭服務工及非餐飲小販(男)                                | 1,104    | 2,552 | 3,148 | 1,100    |
| 街頭服務工及非餐飲小販(女)                                | 1,109    | 1,618 | 3,119 | 983      |
| 資料來源：中華民國行政院主計網ebas （页面存档备份，存于） |          |       |       |          |

## 街賣的不同形式

### 玉蘭花
玉蘭花販售。
玉蘭花產業寫真
玉蘭花在過去是中國清朝時期的宮庭花園的觀賞花，一年一開，被視為是一種珍貴且高雅的花。因此，在台灣早期，許多婦女把玉蘭花當作飾品配戴，因為香又好看，而當時就有許多人以兜售玉蘭花維生，玉蘭花小販存在已經超過60年，過去賣花的人，有男有女，有年老有年輕的，跟現在擺攤賣雞排一樣，誰都可以做，而現在大多數都是身障者跟老人家，在台灣早期新聞，盛傳有集團利用玉蘭花的街賣者販售同情，而在事實上，所謂集團就是玉蘭花的盤商，不是所有集團都有如同新聞所說的剝削情況。

### 食物
常見的街頭販售食物類型。
1. 熊米屋餅乾:在各大交通要點義賣餅乾，源自於「熊爸爸熊媽媽」所成立的「熊米屋」烘焙坊，藉由街頭兜售餅乾訓練學員接觸社會能力。[8][9]
2. 路行者咖啡:藉著社工系教授輔導以及群眾募資成功創業的街頭咖啡販售車。[10]
3. 創世地瓜車:由人安基金會提供課程及烤地瓜的工具，協助改善單親母親工作環境的輔導計畫。[11]
4. 養樂多媽媽:由養樂多公司發起的計畫，提供宅配及走動式販售商品的服務。[12]

### 報紙或雜誌
常見的街頭販售報紙雜誌類型。
1. 街頭報紙：街頭報紙是由街友或窮人販售且主要用來支持其經濟狀況的報紙或雜誌。
2. 大誌雜誌：是由大智文創獲得The Big Issue中文版授權發行的街頭報，以社會議題、時事與藝文內容為主。複製英國社會企業模式經營，透過特別的販售通路，提供露宿者一個自營的就業機會。

### 日用品
1. 好日子環保竹牙刷：由好日子永續生活家 （agooday （页面存档备份，存于））研發，自刷柄到刷頭皆堅持使用天然可被分解（地球可以吃）的材質製成[13]；透過人生百味創辦、群眾募資的人生柑仔店計劃，與街賣者合作推出，希望透過豐富街賣商品的多元性與意義，翻轉大眾對街賣者的既定形象。[14]
2. 自創三層傘：身障人士張孝群（後天性腦性麻痺患者[15]）2005年起自學製作手工傘，在街頭擺攤販售，[16] 其可兼具防雨、防曬與抗強風功能的三層傘多年來廣受民眾好評，而製作精美的傘面及優質的售後服務更是讓許多人慕名而來的原因。甚至有熱心民眾幫忙成立臉書專頁「我有一把美麗的傘」協助宣傳。[17] 據說連知名女星舒淇也很相當欣賞他製作的傘。[18]
3. 衛生紙：高雄市蔡姓阿嬤街頭販賣平板式及抽取式衛生紙數年，期間雖歷經車禍導致失明，同時每周還要固定洗腎，但為了幫忙補貼內孫女夫婦的育兒費用，仍會在大湖夜市、東方技術學院、嘉南藥理科大等地販售[19]；熱心的學生與民眾曾多次幫忙叫賣，並在網路上協助宣傳。[20]

### 公益彩券

#### 法源
關於經銷商:
依據『公益彩券發行條例』、『公益彩券管理辦法』及『第4屆公益彩券經銷商遴選及管理要點』，為了提升社會福利、促進弱勢族群就業與照顧，並增加其就業機會，中國信託商業銀行股份有限公司(以下稱本行)委託台灣彩券股份有限公司辦理立即型彩券經銷商遴選。凡屬中華民國國籍，年滿20歲（或18歲以上未滿20歲但已結婚）且具工作能力之身心障礙者、原住民或低收入單親家庭，並無下列事實或行為者，可申請並參與遴選，進而成為立即型彩券經銷商。
1. 為限制行為能力者。
2. 身心障礙者之身心障礙證明中，障礙類別為第一類，ICD診斷為06（即智能障礙者），障礙等級重度以上、09（即植物人）或10（即失智症）。
3. 曾犯偽造文書、偽造貨幣、偽造有價證券、侵占、詐欺、背信、賭博罪，經刑之宣告確定，執行完畢、緩刑期滿或赦免後尚未逾五年者。
4. 具公務員或在學學生身份。
5. 其他由本行報經主管機關同意後公告之事實或行為。
6. 已取得本行公益彩券電腦型彩券經銷商正取資格者或已遞補成為本行電腦型彩券經銷商者。[21]

關於受雇者:
公益彩券發行條例第八條:「...經銷商雇用五人以上者，應至少進用具有工作能力之身心障礙者、原住民及低收入單親家庭一人。」
對經營者與受雇者的優點:
投注機台操作簡便、對在店面工作的身心障礙者來說，不用在外面受到風吹雨林。穩定就業，在家族裡自信心提升，有經濟能力關心家庭。
對經營者與受雇者的限制與缺點:
經營期限七年。
經濟獨立後的負面影響: 
有些經銷商在還沒做好心理準備、生意也未上軌道，就因店面每月收入超過補助門檻，而被除去補助資格。甚至有扣除店租後，收入比領補助時期還要低的情況。
彩券經銷商的自白:愛心彩券真的有愛心嗎?

## 街賣工作者面臨的相關罰則及風險
在中華民國的街頭販售商品，可能會根據道路交通安全處罰條例82條以下項目處以行為人或其雇主新臺幣一千二百元以上二千四百元以下罰鍰
- 第3項:利用道路為工作場所。
- 第8項:未經許可在道路設置石碑、廣告牌、綵坊或其他類似物。
- 第10項:未經許可在道路擺設攤位

## 社會觀感

### 討厭街賣者
有一些人因為新聞報導案例，形成刻板印象，覺得很多街賣者背後是被集團控制，藉由民眾同情心斂財；有些人則是受到在街頭強迫推銷的影響，認為去買這些東西根本不會幫助到街賣者，因此一概討厭、迴避所有類型的街賣者，更厭惡街賣者的人，甚至覺得街賣者影響市容、危害治安，希望政府能介入取締、打擊街販。

### 同情街賣者
我想，這或許就是我們買《The Big Issue》 的原因吧！它賣的不只是內容，還有實際幫助街友、與街友互動的體驗。買雜誌時，可以看見因我們購買而受惠的對象；買完雜誌後，那種「我的確幫助了他」的感覺，更是驅使很多人一期接著一期買的動力，而且因為是月刊的緣故，所以我們可以心安理得的一個月只買一次。
──吳易珊(2015)
有一些人覺得街賣者的商品來源不安全，商品價格也較高，只是賣同情，不買覺得過意不去，買了卻又不是真的想要，不愉快的經驗累積，久而久之，曾經同情買過街 賣商品的人，也開始在公共場合迴避街賣者。然而，仍然有人會願意支持自己較能信任的街賣者商品，如隨手買串玉蘭花增添車內芳香，買義賣餅乾當點心。除了傳統的玉蘭花、口香糖、餅乾、烤地瓜之外，也開始有不單單是賣同情心的街賣商品出現，讓願意支持街賣者的民眾，有另一種選擇，例如:在捷運站出口、各大人潮匯集處的《The Big Issue》(大誌)街頭販售員。

## 台灣街賣相關組織
1. 人安、創世、華山策略聯盟
2. 大誌雜誌
3. 基隆智障者家長協會-熊米屋 （页面存档备份，存于）
4. 人生百味：人生百味-人生柑仔店計畫 （页面存档备份，存于） 街頭觀察報告第一彈 （页面存档备份，存于） 街頭觀察報告第二彈 （页面存档备份，存于）
5. 巨輪供給合作社 （页面存档备份，存于）
6. 好事地圖 （页面存档备份，存于）
7. 愛心待用公益平台-需要你長期關懷
8. 善耕365公益媒合平台